# Subleuconycta
Subleuconycta is een geslacht van vlinders van de familie uilen (Noctuidae), uit de onderfamilie Acronictinae.

## Soorten
- S. palshkovi Filipjev, 1937
- S. sugii Boursin, 1962